# پلیتبوروی حزب کارگران کره
پلیتبوروی کمیته مرکزی حزب کارگران کره یا دفترخانه سیاسی حزب کارگران کره که سابقاً کمیته سیاسی (به هانگول: 조선로동당중앙위원회정치국) نامیده می‌شد، عالی‌ترین مرجع اتخاذ تصمیم بین نشست‌های کمیته مرکزی حزب کارگران کره است.
ماده ۲۵ منشور حزب کارگران کره تصریح می‌کند که «پلیتبوروی کمیته مرکزی حزب و کمیته دائمی آن کلیه کارهای حزبی را از طرف کمیته مرکزی بین نشست عمومی سازماندهی و هدایت می‌کند. پلیتبوروی کمیته مرکزی حزب حداقل هر ماه یک بار تشکیل جلسه می‌دهد. پلیتبورو توسط کمیته مرکزی حزب کارگران کره انتخاب می‌شود.

## پیشینه
تا آوریل ۱۹۵۶، پلیتبورو به‌عنوان شورای سیاسی شناخته می‌شد. پس از تأسیس نظام حکومتی یکپارچه توسط کیم ایل سونگ رهبر کره در دهه ۱۹۶۰، پلیتبورو از یک نهاد تصمیم‌گیر که در آن سیاست‌ها می‌توانستند مورد بحث قرار گیرند، به یک بدنه تشریفاتی تبدیل شد. اعضای اصلی بدون توضیح ناپدید شدند. آخرین عضو کیم تانگ گیو در سال ۱۹۷۷ بود. اعضای پلیتبورو تحت رهبری کیم ایل سونگ و کیم جونگ ایل فاقد پایگاه قدرت قوی بودند و برای موقعیت خود به رهبر حزب وابسته بودند. به همین دلیل، پلیتبوروی خدمتگزار وفادار رهبر حزب شد.

پرچم حزب کارگران کره

کمیته دائمی پلیتبوروی حزب کارگران کره در کنگره ششم در سال ۱۹۸۰ تأسیس شد و در زمانی که پلیتبورو و کمیته مرکزی جلسه نداشتند، به بالاترین نهاد حزب کارگران کره مبدل گشت. با مرگ او جین یو در سال ۱۹۹۵، کیم جونگ ایل تنها عضو کمیته دائمی پلیتبورو هنوز زنده باقی مانده‌بود. چهار نفر دیگر—کیم ایل سونگ، کیم ایل، او جین یو و ری جونگ اوک—در مقام ریاست درگذشتند. در بین مرگ او جین یو و کنفرانس سوم، هیچ گزارشی مبنی بر اینکه کیم جونگ ایل یا رهبری حزب مرکزی در حال برنامه‌ریزی برای تجدید ترکیب کمیته دائمی پلیتبورو هستند وجود نداشت.
مشابه کمیته مرکزی، پلیتبورو در بسیاری از دوران حکومت کیم جونگ ایل غیر فعال بود. با این حال، کنفرانس سوم اعضای جدید پلیتبورو را انتخاب کرد. در حالی که بسیاری از ناظران خارجی معتقد بودند که این امر به معنای تغییر نسل است، اما اینطور نبود. جوانترین عضو ۵۳ سال و میانگین سنی ۷۴ سال—با ۱۲ نفر بالای ۸۰ سال—بود. اکثر اعضای جدید از دستیاران کیم جونگ ایل یا اعضای خانواده کیم بودند. کیم کیونگ هوی—خواهر کیم جونگ ایل—و جانگ سونگ تائک —شوهر کیم کیونگ هوی—به‌ترتیب به‌عنوان عضو کامل و نامزد منصوب شدند. چند تن از مشمولان جانگ به‌عنوان اعضای نامزد انتخاب شدند، از جمله جو سانگ سونگ وزیر امنیت خلق، یو تانگ چوک معاون اول اداره امنیت دولتی، و چو ریونگ هائه دبیر امور نظامی. پاک جونگ سو، معاون اول رئیس سازمان و اداره هدایت، تسهیل‌کننده اصلی جانشینی کیم جونگ اون، به‌عنوان یکی از اعضای نامزد منصوب شد. اکثر اعضای جدید کابینه، مقامات نظامی، دبیران حزب یا مقامات نهادهای امنیتی بودند. ده عضو از کمیسیون دفاع ملی و سه معاون نخست‌وزیر به عضویت پلیتبورو درآمدند. همچنین کارشناسان برجسته اقتصادی—مانند هونگ سوک یونگ و تائه جونگ سو—و کارشناسان خارجی—مانند کانگ سوک جو، کیم یونگ ایل و کیم یانگ گون—به عضویت آن درآمدند. در کنفرانس چهارم، یک سوم از اعضای پلیتبورو به دلیل بازنشستگی و اخراج از کار برکنار شدند. جانگ سونگ تاک، پاک تو چون و نایب مارشال کیم جونگ گاک از نامزد به عضویت کامل ارتقا یافتند. هیون چول هه، کیم وون هونگ و ری میونگ سو، همه اعضای کمیسیون نظامی مرکزی، به عضویت کامل پلیتبورو درآمدند. همچنین کواک پوم گی، او کوک ریول، رو توچول، ری پیونگ سام و جو یون جون به عنوان اعضای نامزد انتخاب شدند.